# 545년

## 연호
- 남량(南梁) 대동(大同) 11년
- 동위(東魏) 무정(武定) 3년
- 서위(西魏) 대통(大統) 11년
- 신라(新羅) 건원(建元) 10년
- 베트남 전 리 왕조(前李朝) 천덕(天德) 2년

## 기년
- 남량(南梁) 무제(武帝) 44년
- 동위(東魏) 효정제(孝靜帝) 12년
- 서위(西魏) 경문제(景文帝) 11년
- 신라(新羅) 진흥왕(眞興王)  6년
- 고구려(高句麗) 안원왕(安原王) 15년 / 양원왕(陽原王) 원년
- 백제(百濟) 성왕(聖王) 23년

## 사건
- 토틸라의 동고트족 군대가 로마를 점령, 약탈하다.
- 고구려, 안원왕이 사망하고 아들 평성이 양원왕으로 왕의 자리에 오름.

## 문화
- 신라 거칠부가 《국사》(國史)를 편찬하고 파진찬으로 임명되다.

## 사망
- 고구려(高句麗) 23대 국왕 안원왕(安原王)